# Podłosie (Białoruś)
Podłosie (biał. Падлоссе, ros. Подлосье) – wieś na Białorusi, w obwodzie mińskim, w rejonie mińskim, w sielsowiecie Nowy Dwór, nad Świsłoczą. Od północy i wschodu graniczy z Mińskiem.